# Campeonato Mundial de Esgrima de 1931
O Campeonato Mundial de Esgrima de 1931 foi a 9ª edição do torneio organizado pela Federação Internacional de Esgrima (FIE) de forma não oficial. O evento foi realizado em Viena, Áustria. 

## Resultados
Masculino
| Evento             | Ouro | Prata                                                                                                 | Bronze |
| Espada individual  | França · Georges Buchard                                                                                    | França · Bernard Schmetz                                                                              | França · Paul Rousset                                                                                     |
| Espada por equipe  | Itália Carlo Agostoni Nino Bertolaia Giancarlo Cornaggia-Medici Renzo Minoli Saverio Ragno Franco Riccardi  | França · Jacques Coutrot · Fernand Jourdant · Louis Prat · Paul Rousset · Bernard Schmetz             | Suécia · Curt Dahlgren · Gustaf Dyrssen · Hans Granfelt · Carl Gripenstedt · Nils Hellsten · Sven Thofelt |
| Florete individual | França · René Lemoine                                                                                       | Itália Gustavo Marzi                                                                                  | Reino Unido · John Emrys Lloyd                                                                            |
| Florete por equipe | Itália Giorgio Chiavacci Giulio Gaudini Gioacchino Guaragna Gustavo Marzi Ugo Pignotti Saverio Ragno        | Hungria · János Hajdú · Ottó Hátszeghy · Gusztáv Kálniczky · György Piller · József Rády · Péter Tóth | Áustria · Ernst Baylon · Richard Brünner · Kurt Ettinger · Karl Hanisch · Hans Lyon · Karl Sudrich        |
| Sabre individual   | Hungria · György Piller                                                                                     | Hungria · Endre Kabos                                                                                 | Hungria · Attila Petschauer                                                                               |
| Sabre por equipe   | Hungria · Aladár Gerevich · Gyula Glykais · Sándor Gombos · Endre Kabos · Attila Petschauer · György Piller | Itália Renato Anselmi Arturo De Vecchi Giulio Gaudini Gustavo Marzi Ugo Pignotti Emilio Salafia       | Alemanha · Erwin Casmir · Julius Eisenecker · August Heim · Heinrich Moos                                 |

Feminino
| Evento             | Ouro                    | Prata                       | Bronze                |
| Florete individual | Alemanha · Helene Mayer | Hungria · Erna Bogen-Bogáti | Áustria · Ellen Preis |

## Quadro de medalhas
País sede
| Ordem | País         | Medalha de ouro | Medalha de prata | Medalha de bronze |    |
| ----- | ------------ | --------------- | ---------------- | ----------------- | -- |
| 1     | Hungria      | 2               | 3                | 1                 | 6  |
| 2     | França       | 2               | 2                | 1                 | 5  |
| 3     | Itália       | 2               | 2                |                   | 4  |
| 4     | Alemanha     | 1               |                  | 1                 | 2  |
| 5     | Áustria      |                 |                  | 2                 | 2  |
| 6     | Grã-Bretanha |                 |                  | 1                 | 1  |
|       | Suécia       |                 |                  | 1                 | 1  |
| TOTAL | TOTAL        | 7               | 7                | 7                 | 21 |